# Канан-Мару
Канан-Мару — транспортне судно, яке під час Другої світової війни брало участь у операціях японських збройних сил на Тихому океані. 
Судно спорудили в 1931 році на верфі Mitsubishi Dockyard & Engineering Works у Нагасакі для компанії  Dairen Kisen. 
В якийсь момент «Канан-Мару» реквізували для потреб Імперської армії Японії.
Відомо, що щонайменше в серпні – грудні 1942-го судно з назвою «Канан-Мару» працювало в районі Шанхаю, де передусім здійснювало постачання інших кораблів водою.
Відомо, що судно 21 – 28 квітня 1944-го судно з назвою «Канан-Мару» здійснило перехід з Шанхаю до Маніли в конвої "Таке № 1".
21 червня 1944-го «Канан-Мару» у супроводі ескорту знаходилось в південній частині Макассарської протоки поблизу острова Борнео, де було перехоплене та потоплене американським підводним човном USS Bluefish.